# Ребекка Сміт (плавчиня)
Ребекка Сміт (англ. Rebecca Smith, 14 березня 2000) — канадська плавчиня.
Призерка Чемпіонату світу з водних видів спорту 2017, 2019 років.
Призерка Пантихоокеанського чемпіонату з плавання 2018 року.
Призерка Ігор Співдружності 2018 року.
Чемпіонка світу з плавання серед юніорів 2017 року, призерка 2015 року.